# العلاقات البرازيلية العمانية
العلاقات البرازيلية العمانية هي العلاقات الثنائية التي تجمع بين البرازيل وسلطنة عمان.

## مقارنة بين البلدين
هذه مقارنة عامة ومرجعية للدولتين:
| وجه المقارنة                                              | البرازيل | سلطنة عمان    |
| --------------------------------------------------------- | --- | ------------- |
| المساحة (كم2)                                             | 8.52 مليون | 309.50 ألف    |
| عدد السكان (نسمة)                                         | 202.66 مليون | 4.64 مليون    |
| الكثافة السكانية (ن./كم²)                                 | 23.79 | 14.99         |
| العاصمة                                                   | برازيليا، ريو دي جانيرو | مسقط          |
| اللغة الرسمية                                             | برتغالية برازيلية، Brazilian Sign Language ‏ | اللغة العربية |
| العملة                                                    | ريال برازيلي، كروزيرو ريال برازيلي ‏، كروزيرو البرازيلية (1990–1993)، البرازيلي كروزادو نوفو، كروزادو برازيلي، cruzeiro ‏، كروزيرو البرازيلية (1942–1967)، الريال البرازيلي (قديم) | ريال عماني    |
| الناتج المحلي الإجمالي (بليون دولار)                      | 2.06 تريليون | 72.64 مليار   |
| الناتج المحلي الإجمالي (تعادل القوة الشرائية) بليون دولار | 3.22 تريليون | 179.49 مليار  |
| الناتج المحلي الإجمالي الاسمي للفرد دولار أمريكي          | 8.54 ألف | 15.55 ألف     |
| الناتج المحلي الإجمالي للفرد دولار أمريكي                 | 15.89 ألف | 38.63 ألف     |
| مؤشر التنمية البشرية                                      | 0.754 | 0.793         |
| رمز المكالمات الدولي                                      | +55 | +968          |
| رمز الإنترنت                                              | .br | عمان          |
| المنطقة الزمنية                                           | | ت ع م+04:00   |

## منظمات دولية مشتركة
يشترك البلدان في عضوية مجموعة من المنظمات الدولية، منها:
| علم المنظمة | اسم المنظمة                        | تاريخ انضمام البرازيل | تاريخ انضمام سلطنة عمان |
| ----------- | ---------------------------------- | --------------------- | ----------------------- |
|             | الاتحاد البريدي العالمي            | ?                     | ?                       |
|             | يونسكو                             | 4 نوفمبر 1946         | 10 فبراير 1972          |
|             | البنك الدولي للإنشاء والتعمير      | 14 يناير 1946         | 1971                    |
|             | منظمة التجارة العالمية             | ?                     | 2000                    |
|             | وكالة ضمان الاستثمار متعدد الأطراف | 7 يناير 1993          | 1989                    |
|             | الاتحاد الدولي للاتصالات           | 4 يوليو 1877          | 28 أبريل 1972           |
|             | منظمة الشرطة الجنائية الدولية      | ?                     | ?                       |
|             | مؤسسة التمويل الدولية              | 31 ديسمبر 1956        | 1973                    |
|             | الأمم المتحدة                      | 24 أكتوبر 1945        | 7 أكتوبر 1971           |
|             | مؤسسة التنمية الدولية              | 15 مارس 1963          | 1973                    |
|             | الفريق المعني برصد الأرض           | ?                     | ?                       |
|             | منظمة حظر الأسلحة الكيميائية       | ?                     | ?                       |

## وصلات خارجية
- موقع وزارة الخارجية البرازيلية
- موقع وزارة الخارجية العمانية